# Bishopella jonesi
Bishopella jonesi is een hooiwagen uit de familie Phalangodidae. De wetenschappelijke naam van Bishopella jonesi gaat terug op Goodnight & Goodnight.